# ثيودور رويل
ثيودور رويل (من 9 فبراير 1894 إلى 6 يونيو 1978) طيارًا ألمانيًا أسس برنامج الاستطلاع الجوي الاستراتيجي لسلاح الجو الألماني لوفتفافه ، وترأس سرب الرويل ما أصبح يُعرف باسم كيه جي 200 بعد استقالته في ديسمبر 1943.

## النشأة والخدمة في الحرب العالمية الأولى
كان رويل من غوتنغن. خدم في الحرب العالمية الأولى في البحرية الإمبراطورية الألمانية وقام برحلات استطلاعية فوق إنجلترا.  

## الحرب العالمية الثانية
تم إنشاء سرب رابع في يناير 1941 للتجسس على الاتحاد السوفيتي. في أكبرها ، تتألف الوحدة من 200 إلى 300 رجل وحوالي 50 طائرة.  رويل الآن طار فقط في بعض الأحيان.

## مرتبة الشرف
حصل رويل على جائزة وسام الفارس الصليبي الحديدي في 27 سبتمبر 1940.   